# Bran Mac Febail
Dans la mythologie celtique irlandaise, Bran Mac Febail est un personnage qui, à l’instar de Conle, est attiré par une bansidh, pour un séjour dans l'Autre Monde celtique, le Sidh.

## La navigation
Bran est le fils de Febal, son nom signifie « corbeau ». Alors qu’il se repose à l’extérieur de son château, il entend un chant étrange, dont la voix lui vante les délices d'Emain Ablach, la Terre des Pommiers (symbole d’éternité), une île au milieu de l’océan. Bien qu’il soit entouré d’une nombreuse compagnie, il est le seul à entendre les vers de la messagère de l’Autre Monde. Ne pouvant résister à l’invitation magique, il se procure un bateau et s’en va avec « trois fois neuf » compagnons. 
Sur la mer, il est accueilli par un chant de Manannan Mac Lir, le dieu souverain du Sidh. La première île qu’ils abordent est occupée par des gens qui ne font que rire, et ne leur prêtent aucune attention ; un des marins débarque, il est aussitôt prit d’un rire frénétique, et refuse de remonter à bord. Enfin ils approchent de l’Île des Femmes (Tir na mBân), la reine lance un fil à Bran de façon à tirer le bateau, et tous débarquent. Toutes les femmes sont jeunes et magnifiques, chaque compagnon en choisit une, la reine se réserve Bran. Ils vivent là plusieurs « mois » dans une félicité totale.
Mais la nostalgie de l’Irlande commence à se répandre chez les hommes et Nechtan, fils du dieu Collbran, décide Bran à rentrer. La reine leur adresse une sévère mise en garde, mais ils passent outre. Arrivés sur les rivages d’Erin, personne ne les reconnaît, et eux-mêmes ne reconnaissent personne. Nechtan descend à terre, il se transforme en un tas de cendres. Bran qui a compris, reprend la mer pour une navigation sans fin.

## Le mythe
L’histoire de Bran Mac Febail est contenue dans un texte irlandais du Moyen Âge : Immram Brain Maic Febail ocus a echtra andso sis, (La navigation de Bran, fils de Febal et ses aventures ci-après). Il n’est pas certain que les clercs qui ont retranscrit cette tradition, transmise oralement pendant des siècles, aient réellement compris de quoi il s’agissait, car le Sidh des Celtes ne peut en aucun cas être comparé au paradis chrétien. 
Le récit de la navigation est parfaitement typique d’un voyage dans le Sidh : au départ il y a l’invitation de la bansidh, puis le séjour merveilleux dans l’Île des Femmes, qui ne sont autres que des déités. Dans l’île, le temps n’existe pas, ou du moins, l’île est hors du temps pour ceux qui y séjournent. S’ils ne sont pas reconnus à leur retour et que Nechtan tombe en poussière en mettant le pied en Irlande (c’était la mise en garde de la reine), c’est que leur séjour a duré plusieurs siècles et qu’ils sont morts depuis longtemps. Le retour dans le monde des hommes s’accompagne de l’emprise du temps auquel ils avaient échappé.

### Textes, versions
- Le voyage de saint Brendan, texte latin (Navigatio sancti Brendani Abbatis) vers 950. Trad. Isabelle Brizard, Nantes, 1984, XIV-240 p.
- Le voyage de Saint-Brandan, par Benedeit (1106), trad. de la version anglo-normande (en octosyllabes) Ian Short (1984), 10/18, 1984, p. 22-131. H. Champion, 2006, 206 p.
- La navigation de Bran fils de Febal, trad. Georges Dottin, L'épopée irlandaise (1926), Genève, L'Arbre d'or, 2008, p. 44-53.
- Les voyages merveilleux de Saint Brandan à la recherche du paradis terrestre, légende en vers du XIIe siècle, intro. Francisque Michel, 1878, XXV-95 p.

### Études
- Kuno Meyer, The Voyage of Bran Son of Febal to the Land of the Living. An Old Irish Saga. Translation, Notes and Glossary, Londres, David Nutt, 1895 .
- Pierre Bouet, Le fantastique dans la littérature latine du Moyen-Âge : 'La Navigation de saint Brendan', œuvre anaonyme du IXe siècle. recherche pédagogique, Centre de publications de l'Université de Czen, 1986, 78 p.
- Jean-Pierre Bayard, La légende de Saint-Brendan, découvreur de l'Amérique, La Maisnie, 1988, 220 p.
- Jude S. Mackley, Legend of Brendan: A Comparative Study of the Latin and Anglo-Norman Versions, Leyde, Brill, 2008.